# Aleksandr Barmin
Aleksandr Grigorjewicz Barmin, ros. Александр Григорьевич Бармин (ur. 6 sierpnia?/18 sierpnia 1899 we wsi Walawa w guberni kijowskiej, zm. 25 grudnia 1987 w Rockville) – radziecki wojskowy (kombrig), funkcjonariusz wywiadu wojskowego ZSRR (Razwiedupr), emigracyjny działacz antykomunistyczny, pisarz i publicysta.

## Życiorys
Urodził się pod nazwiskiem Graff. Uczył się gimnazjum w Kijowie. W czasie nauki został wygnany z domu, podejmował się różnych prac zarobkowych. W ostatniej klasie gimnazjum, po rewolucji lutowej i obaleniu caratu, wstąpił do grupy uczniowskiej czytającej literaturę socjalistyczną. W kwietniu 1918 roku, po pokoju brzeskim i rozpoczęciu okupacji terytorium Ukraińskiej Republiki Ludowej przez armię niemiecką, gdy okupacyjne władze niemieckie rozpoczęły aresztowania kijowskich rewolucjonistów, zdołał zbiec i ukryć się. 
W 1919 roku rozpoczął studia na Uniwersytecie Kijowskim, ale jeszcze w tym samym roku wstąpił do Armii Czerwonej. W 1921 roku ukończył kursy dowódcze, otrzymując stopień kombriga. Objął funkcję pełnomocnika Rewolucyjnej Rady Wojskowej Frontu Turkiestańskiego. Następnie został konsulem w Karszy. W 1923 roku przeszedł 3 kursy w Akademii Wojskowej im. Frunzego. Następnie objął funkcję konsula generalnego w Reszcie w Persji. Po 1925 roku zajmował różne wysokie stanowiska w resorcie handlu wewnętrznego (m.in. przewodniczącego Stowarzyszenia Wszechzwiązkowego „Awtomotoeksport”). 
Związał się z wywiadem wojskowym Sztabu Generalnego Armii Czerwonej. Od połowy lat 30. był rezydentem Razwiedupru we Francji, od początku 1937 roku pod przykrywką Chargé d’affaires w poselstwie ZSRR w Grecji. Po rozpoczęciu fali terroru „wielkiej czystki” w ZSRR i egzekucji najwyższych dowódców Armii Czerwonej z marszałkiem Tuchaczewskim na czele (VI 1937), wobec objawów zainteresowania NKWD jego osobą, w lipcu 1937 zbiegł do Francji, gdzie otrzymał azyl polityczny. Rozpoczął pisać artykuły do prasy francuskiej krytykujące politykę Józefa Stalina i wzywające władze krajów Zachodu do „wyzwolenia radzieckich dyplomatów”. W 1938 roku napisał książkę pt. Miemuary sowietskogo dipłomata. Prowadził kilkuletnią korespondencję z Lwem Trockim.
W 1940 roku wyjechał do USA. W grudniu 1941 roku wstąpił do US Army jako szeregowiec szkoleniowego pododdziału artylerii przeciwlotniczej. Od maja do grudnia 1942 roku służył w oddziale rosyjskim radiostacji w Bellmore. W marcu 1943 roku przeszedł do Office of Strategic Services (OSS) – wojskowych służb specjalnych USA. Jesienią 1944 roku został z nich zwolniony z powodu artykułu krytykującego politykę prezydenta Roosevelta w stosunku do ZSRR. 
W 1945 roku napisał autobiografię One Who Survived. Po okresie współpracy z różnymi gazetami i czasopismami amerykańskimi rozpoczął pracę w 1948 roku w Radiu Głos Ameryki. Kierował oddziałem rosyjskim. Jednocześnie zaangażował się w kampanię antykomunistyczną w USA. W latach 1964–1972 pracował w charakterze starszego konsultanta do spraw radzieckich w United States Information Agency. W 1973 roku opublikował kolejne wspomnienia.

## Wybrane publikacje
- Barmine, Alexander, A Russian View of the Moscow Trials.  Carnegie Endowment for International Peace, Division of Intercourse and Education (1938)
- Barmine, Alexander, Memoirs of a Soviet Diplomat: Twenty Years in the Service of the U.S.S.R, London: L. Dickson Ltd. (1938), reprinted Hyperion Press (1973), ISBN 0-88355-040-7
- Barmine, Alexander, One Who Survived: The Life Story of a Russian Under the Soviets. New York: G.P. Putnam's Sons (1945), reprinted Read Books (2007), ISBN 1-4067-4207-4, ISBN 978-1-4067-4207-7